# Judy Reyes
Judy Reyes (The Bronx, New York, 5 november 1967) is een Amerikaans actrice, scenarioschrijver, filmregisseur en -producent. Reyes is van Dominicaanse afkomst. Ze is vooral bekend als de verpleegster Carla Espinosa uit de Amerikaanse sitcom Scrubs.

## Filmografie
- 2022: Smile, als Victoria Muñoz
- 2018: Succession, als Eva
- 2017 Search Party, als Deb
- 2017: The Circle, als Congresswoman Santos
- 2017: One Day At A Time, als Ramona
- 2015-2017: Jane the Virgin, als Dina Milagr
- 2013-2016: Devious Maids, als Zoila Diaz
- 2010: Gun Hill Road, als Angela
- 2010: Without Men, als Magnolia
- 2010: Buried, als 411 Operator
- 2008: The Poker Club, als detective Patterson
- 2008: Little Girl Lost: The Delimar Vera Story, als Luz Cuevas
- 2007: The Passion, als Adio
- 2006: Our House, als Billy
- 2005: Dirty, als Bryant
- 2004: King of the Corner, als verpleegster Kathleen Dreihart
- 2002: It's a Very Merry Muppet Christmas Movie, als zuster Carla Espinosa
- 2002: Washington Heights, als Daisy
- 2001-2010: Scrubs (serie), als zuster Carla Espinosa
- 2001: WW 3, als Maria Cruz
- 1999 - 2002: Oz (serie), als Tina Rivera
- 1999: Bringing Out the Dead, als ICU verpleegster
- 1999: King of the Jungle, als Lydia Morreto
- 1999: Taino, als zuster
- 1998: Went to Coney Island on a Mission from God... Be Back by Five, als serveerster
- 1998: Godzilla, als mevrouw
- 1997: Lena's Dreams, als Martisa
- 1996: No Exit, als Maria Lentini
- 1996: The Prosecutors, als Maria Valquez
- 1992: Jack and His Friends, als Rosie